# Edelsteenanemoon
De edelsteenanemoon (ook wrattige zeeanemoon of edelsteenroos; Aulactinia verrucosa) is een zeeanemonensoort uit de familie Actiniidae. De anemoon komt uit het geslacht Aulactinia. Aulactinia verrucosa werd in 1777 voor het eerst wetenschappelijk beschreven door Pennant. Het wordt gevonden op rotsachtige kusten in de noordoostelijke Atlantische Oceaan, de Noordzee en de Middellandse Zee.

## Beschrijving
De edelsteenanemoon heeft een cilindrisch lichaam en is aan de basis breder dan aan de kruin. De basis is maximaal 25 mm breed en de kolom is 50 mm hoog. De wanden van de zuil onder kleine wratachtige knobbeltjes bekend als zuigwratten. Boven de zuil zijn er tot achtenveertig tentakels, gerangschikt in cycli van zes, met een lengte tot 15 mm. De kolom is roze of grijs, de knobbeltjes grijs of wit, en de tentakels transparant en gevlekt in roze, grijs of olijfgroen.

## Verspreiding en leefomgeving
De edelsteenanemoon is inheems in de noordoostelijke Atlantische Oceaan, de Noordzee, Zuidwest-Europa en de Middellandse Zee. De noordelijke grens is de Shetlandeilanden en West-Schotland en is ook aanwezig langs de hele kusten van Ierland. Het wordt gevonden op rotsachtige kusten, zowel in gebieden met sterke stroming als in rustiger water. Het is aanwezig in spleten en in getijdenpoelen, vaak onder verkalkte rode algen (Corallina), en ook bevestigd aan de rots onder het sediment in getijdenpoelen.